# Nicola Bertucci
Pour les articles homonymes, voir Bertucci et Bertuzzi.
Nicola Bertucci, ou Bertuzzi, dit Nicola d'Ancône ou L'Anconetano Bertucci, né en 1710 à Ancône et mort le 2 janvier 1777 à Bologne, est un peintre rococo italien du XVIIIe siècle. Il effectuait principalement des figures dans les paysages ou des scènes religieuses.

## Biographie

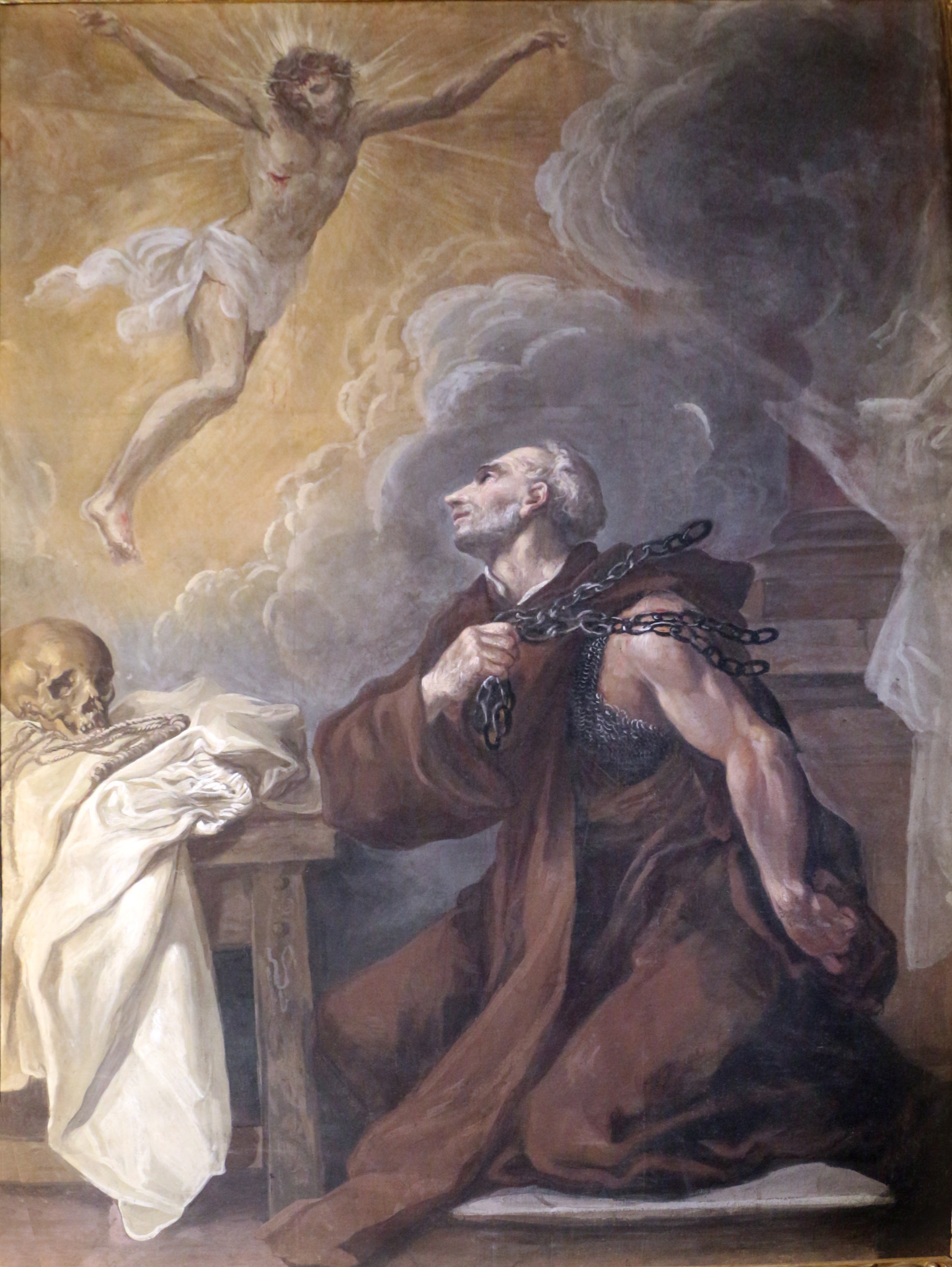
Beato Franco Lippi da Siena, attribué à Bertucci.

Nicola Bertucci naît à Ancône en 1710 et devient élève de Vittorio Bigari à l'Accademia Clementina en 1732. Il y reçoit le premier prix en architecture en 1737 (ou 1734-1735). Il est élu membre de l'Académie en 1752.
Il peint une Vie du bienheureux Franco pour l'église del Carmine de Medicina entre 1753 et 1754 lors d'une collaboration avec le spécialiste de la quadratura Vincenzo del Buono. Il a aussi peint plusieurs tableaux pour les chemins de croix d'églises à Ancône cette même année. Il est très actif à Bologne, peignant entre autres quatorze tableaux pour le chemin de croix de l'église de l'hôpital San Biagio. Après 1753, il commence une longue et fructueuse collaboration avec le peintre Carlo Lodi.
En 1763, Bertucci peint plusieurs œuvres a tempera avec Lodi au Palazzo di Sotto de Bagnarola. L'année suivante, il réalise d'autres œuvres a tempera à la villa Sampiera de Bologne, puis au Palazzo Bentivoglio (en) de Bologne, toujours avec Lodi. Sa collaboration avec l'élève de Lodi, le peintre paysagiste Vincenzo Martinelli, débute vers 1766. Les résultats de cette collaboration sont de nombreuses œuvres a tempera au Casino Marsigli, et à la Casa Zani, qui a plus tard été détruite.
Parmi les dernières réalisations de Bertucci figurent des portes réalisées avec le quadraturiste Gasparo Prospero Pesci, des fresques à la Basilique Santa Maria dei Servi et une peinture intitulée Le Repas chez Simon au couvent San Domenico de Bologne, maintenant détruit. Beaucoup de ses œuvres se retrouvent à Ancône, dans la collection Ferretti, et à Bologne, à l'Académie et à la Pinacothèque nationale. Bertucci meurt à Bologne le 2 janvier 1777.

## Œuvres
Liste non-exhaustive de ses œuvres :

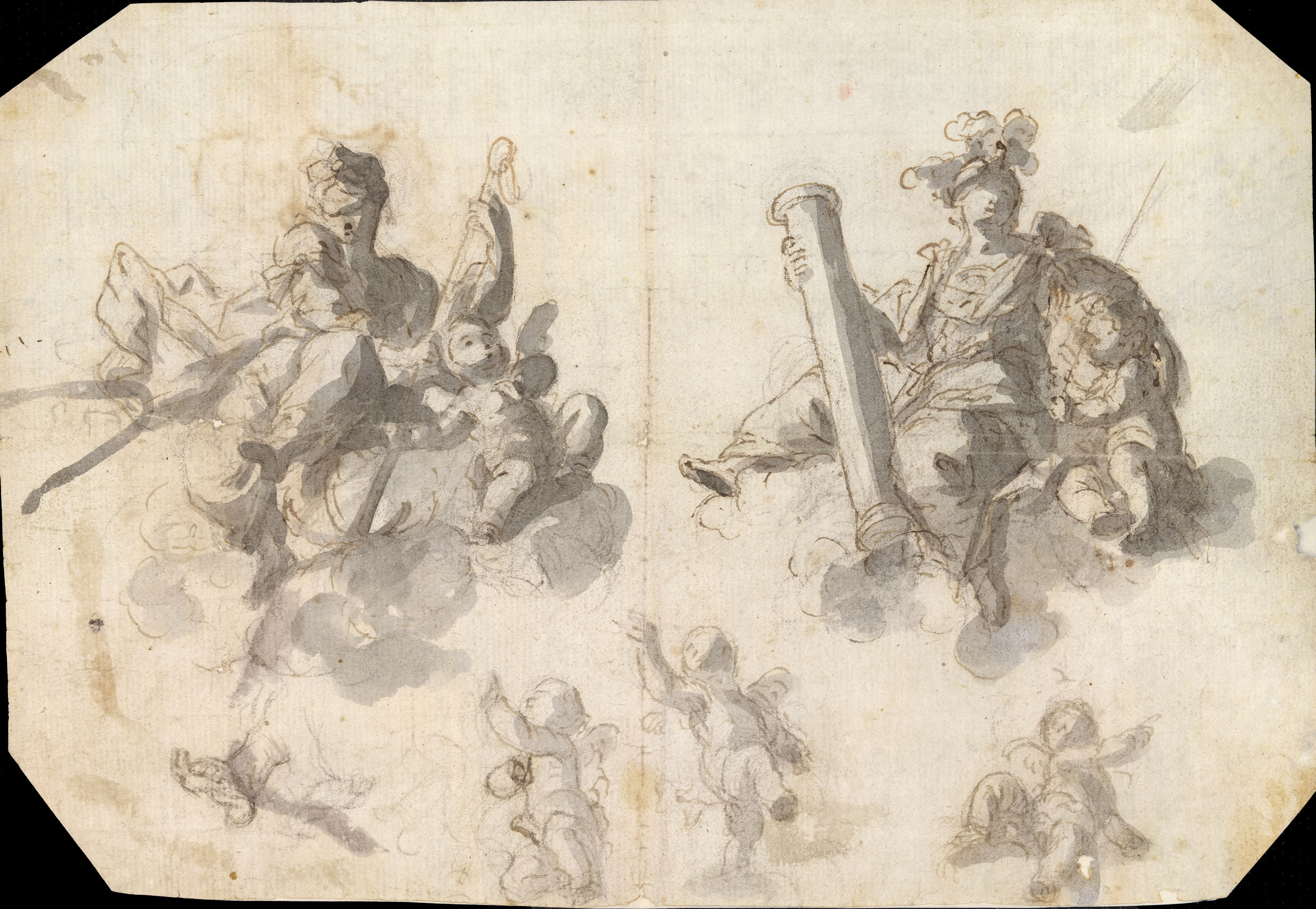
Étude pour les Allégories de l'Espérance et de la Force.
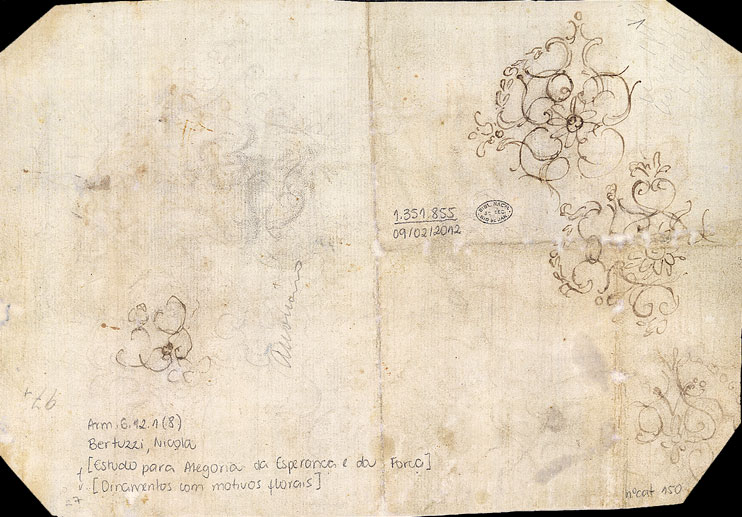
Ornementation avec motifs floraux.
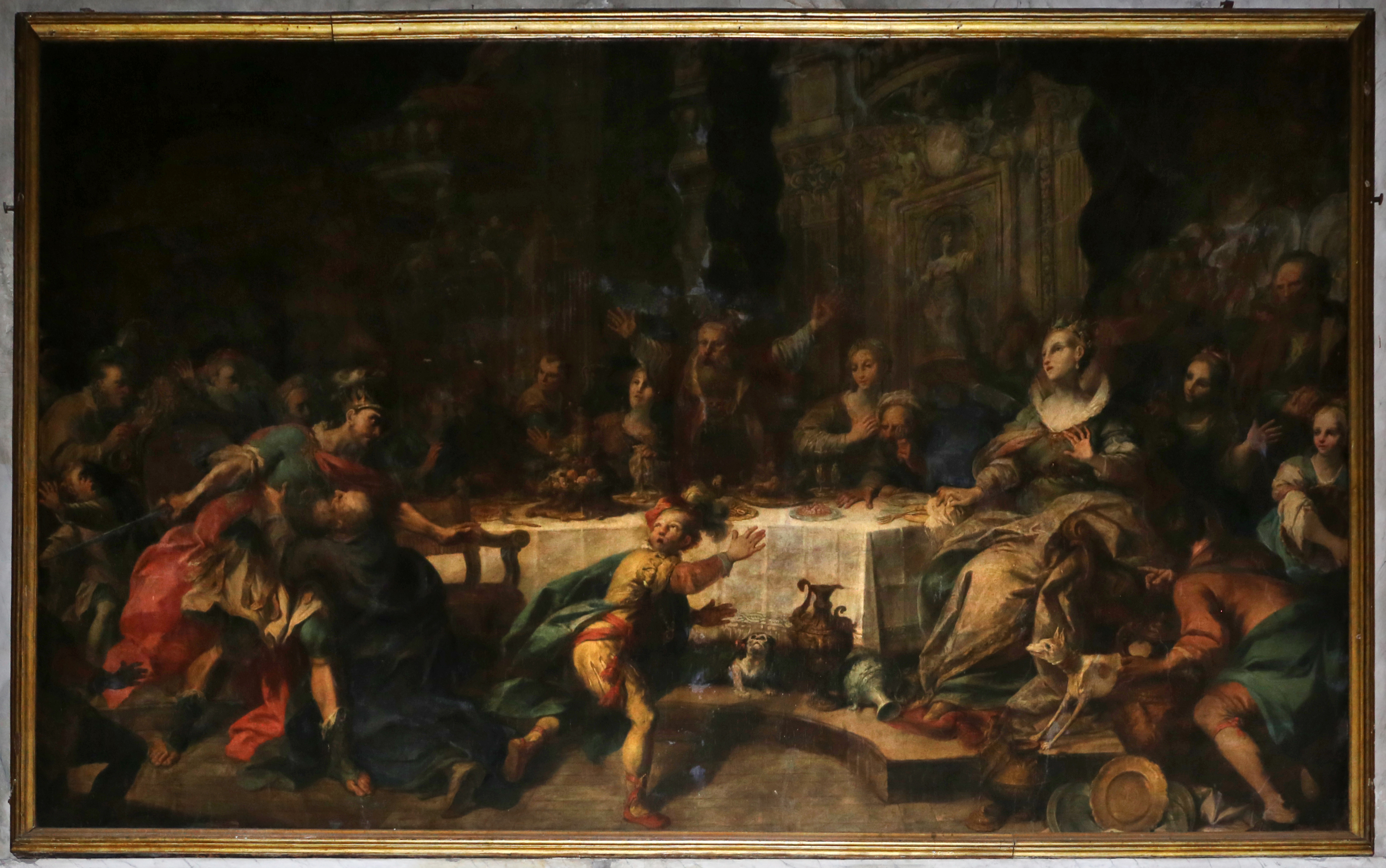
Noces de Philippe de Macédoine et Cléopâtre. Protégé au sein de la Pro-cathédrale Sainte-Marie de Bastia.